# Nesiergus insulanus
Nesiergus insulanus är en spindelart som beskrevs av Simon 1903. Nesiergus insulanus ingår i släktet Nesiergus och familjen fågelspindlar.
Artens utbredningsområde är Seychellerna. Inga underarter finns listade i Catalogue of Life.